# スケバン刑事
『スケバン刑事』（スケバンデカ）は、和田慎二による日本の漫画作品。『花とゆめ』（白泉社）にて1976年1号から1982年24号まで連載された。2022年1月時点で累計発行部数は2000万部を記録している。
1985年から1987年にかけて実写ドラマ化したテレビシリーズ3部作が放映され、劇場版2作品が公開されたほか、2006年には新作の劇場映画が公開された。また1991年にはOVAとしてアニメ化もされた。
和田の没後10年が経過した2021年より、『月刊プリンセス』誌上で他の作家による作品群が連載されている。

## 概要
作者は編集者から「婦警さんの話を描いてみませんか?」と言われたのが発端だったとコメントしている。編集者は刑事モノ、作者は学園モノを描きたいと思っており、一度は悪の道に入ったヒロインが学校に巣喰う悪徳教師などを倒す何かをと思いつつ特にスケバンを意識したわけではなかったが、刑事モノを描いてほしい編集者がスケバンと決めつけ『スケバン刑事』というタイトルが決定した。
一旦、サキと麗巳との対決で閉幕するが、作者が「その次の連載『ピグマリオ』が不人気だった時、第2部という形で連載再開します」と編集部と約束、実際にピグマリオが支持を得られずに1年足らずでこけたため、1979年から第2部連載再開の運びとなった。実は、『スケバン刑事』第1部終了の時点で"和田作品は完結しない"というジンクスが存在し、作者自身はそれを破り完結できたとホッと胸を撫で下ろしたのもつかの間、ジンクスが健在であることが『ピグマリオ』の（作品全体的な経緯から見れば一時的な）頓挫で思い知った。
第6巻の巻末に美内すずえとのコラボレーションで『ガラスの仮面編』が収録されている。
単行本が花とゆめCOMICSから全22巻刊行され、その後愛蔵版がジェッツコミックスから全6巻刊行された。しかし、これらは構成上の都合で一部の原稿がカットされており、1995年発売の文庫版にて初めて本編部分の原稿が完全収録された。なお、文庫版のカバーイラストは生頼範義が担当した。2004年よりメディアファクトリーのMFコミックスから全12巻の完全版が刊行され、こちらでは連載時の扉絵やカラー原稿が収録されたことにより連載時の形を再現している。

## あらすじ
心に傷を持つ札付きのスケバンである麻宮サキには、サキの父である夫・俊也殺しの罪を着せられた母親ナツがいた。その母の死刑執行の無期延期を条件に、警視庁の暗闇警視は、サキを学生刑事にスカウトする。かくしてサキは学生刑事「スケバン刑事」として、私立探偵の神恭一郎たちと共に学園・学校という警察の入り込みにくい組織に次々と起こる事件に挑む。
2部構成になっており、第1部の最初は学園の中で起きる犯罪事件を内部に入り込んで捜査するという学園探偵ものであったが、次第に話のスケールが大きくなり、母校・鷹ノ羽高校に戻って最初の事件で出会った最大の敵でありまた最大の『友』でもある海槌麗巳との戦いまでを描いた。
その後、第2部では新しい学生刑事との対決と和解、脱出不能な要塞の如き少年院の脱出劇や番長連合の抗争・共闘を経て、学生による自治政治を目指す『青狼会』と、日本の政治を陰で操る『信楽老（しがらきろう）』との対決を描いている。
物語は、地獄城にいたサキが学生刑事にスカウトされた1975年12月某日 - 1978年9月某日のサキ（満20歳）&神（満29歳）の死、翌1979年3月某日にサキが霊だと誰も気づかぬまま滞りなく終了した"サキのためだけの卒業式"を以て完結した。

### 第1部
- 誕生編（3話すべてに多色・2色カラーページが用意されている。野分三平登場）
- 3匹の蛇〜3匹の蛇 逆襲編（最大のライバル海槌麗巳との初めての邂逅）
- 緑の消失点
- 無法の街
- 朝焼けの非常線（サキの妹・美幸登場）
- ふたたび地獄城
- 愛のかたち
- 悪魔のめざめる時（三平が麗巳によって殺害される）
- 毒蛇逆襲編（美幸の死、そして麗巳との最終決戦）
- エピローグ

### 第2部
- 炎の記憶編（ゴルド小松崎とジミー、後に沼夫人となるMissワタナベが登場）
- 紅椿奪回編（新たな4人の学生刑事の一人・美鈴登場）
- 明日への絆編（紆余曲折を経て美鈴が仲間に）
- 魔女狩り～シンデレラの逆襲
- 荊の檻〜炎の爪あと（麗巳との最終決戦での記憶が元でサキがピンチに陥る）
- 間奏曲〜梁山泊（ムウ=ミサ、ツグミこと小塚佐智子登場。サキの中央連合総番長就任の引金となる）
- 神恭一郎の帰還
- 新たなる戦い（信楽老、鳴海碧子登場）
- セーラ・クルー号襲撃（神の過去の因縁の一部が露見）
- 青き狼の群（青狼会の会長・埴輪一彦登場）
- 謎のグランド=スラム作戦（ツグミの一彦への愛と死、お互いに相手の想いに気づかなかったことによる悲劇）
- 黙示録（学生刑事機構が碧子によって露見）
- 闇の虎（神の高校時代からの地獄のような生い立ちが明かされる。以前に外伝として発表された「神恭一郎白書」での経歴とはかなり異なる部分がある）
- 黄金竜の眠る日（グランド＝スラム作戦の全容とそれを阻止するための戦い。ここで碧子が信楽老の掌の上で踊らされていたことを知る）
- 紅の血 紅の花（信楽老との最終決戦）
- 卒業

### 作中の時間経過
作中の時間経過はかなり曖昧である。「誕生編」で三億円事件の時効が成立したのは1975年12月10日であり、その後、鷹ノ羽高校に戻ったサキが"一年前にこの高校で番を張っていたサキが…"と言われていることから、サキが最低でも2年生であることがわかる。
さらには、神の生年月日と「闇の虎」篇で12年前の17歳当時を回想したことで29歳という神の年齢が判明し、その後、グランド=スラム作戦が実行されたのはミンキーキャッツのコンサートと高校野球の決勝が同日開催された8月20日の真夏で、信楽老との最終決戦は1978年の9月であるため、スカウトされてから2年9ヶ月が経過していたことがわかる。
また沼から補習を受けたりと普通の学生をしている期間もあったため、留年などで本来の在学年数を超過していた。が、サキの母親に対するトラウマの原因となった事件とその後の経過、美幸が養子に出された時期など、細部の時系列が不明瞭な部分も多い。

## 登場人物

### 主要人物
麻宮 サキ（あさみや サキ）
声 - 戸田恵子（イメージアルバム）、伊倉一恵（OVA）
神 恭一郎（じん きょういちろう）
声 - 野沢那智（イメージアルバム）、神谷明（OVA）
沼 重三（ぬま じゅうぞう）
声 – 大塚明夫（OVA）
鷹ノ羽高等学校の教師で生活指導担当。元保護司。いわゆる熱血教師タイプの人物で、非常な硬骨漢でもある。担当は社会地理だが、幕末の歴史などを授業中に語る姿が見られる。戦災孤児で、保護司時代には現在の甘ったれた学生たちに腹を立て、根性を叩き直そうとつい暴走してしまうことがあった。
物語当初はサキを目の敵にし、“辛く当たった”等という表現では済まされないほど、どちらが善か悪かが判別不能なほどに非道な言動が目立った。海槌3姉妹との死闘の序章である大量虐殺事件では、サキが犯人だからこそ彼女一人が生き残ったと難癖をつけ警察に引き渡した。しかし、巨悪と戦うサキの姿を目の当たりにして考えを改め、彼女に協力するようになる。物語終盤では作品当初より生き残った数少ない人物として、学園よりサキを温かく送り出している。顔の左半分の薬物による火傷と容赦ない激しい言動で嫌われているように見えるが、第1部終盤で麗巳の差し金で暴漢の銃撃を受けるもごく普通の男子生徒らが飛びかかって助けられ、第2部冒頭でサキ生存の可能性がニューヨークの神から知らされた影で生徒たちを汗だくでノートを取る破目に陥らせながらも大勢の生徒に見送られて機上の人になったり、青狼会の差し金で鷹ノ羽放逐の謀略に陥れられかけるも1000人強からなる全校生徒の5分の3以上による嘆願書が寄せられるなど、強固な人望がある。追放に反対した生徒の中にはPTA会長の息子や理事長の縁者までいたため、青狼会の手先に煽られ沼を追放しようとした教師陣やPTAも為す術がなかった。
男子生徒が校内で殺害された事件で、彼の死亡推定時刻に姿を消したことで重要参考人になってしまうが、容疑どころか男子生徒が殺された事件自体を知らず、保護司だったころに『大逃亡』で鬼のように追った江木真里亜の墓参りに出かけ、追ってきたサキから事件を知らされ驚愕するもスピード解決した。その際、万里亜を追い続けた過去を語る。万里亜を追って追って追いつめることしか頭になかったが、彼女を罠に嵌めた叔母一家と財産目当てに裏切った元恋人・荻野圭一が行なった工事による環境破壊が原因で起きた地震で生じた道路の亀裂に呑み込まれかけた際、万里亜に腕をつかまれ助けられた。しかし彼女は背後で爆発したドラム缶の破片で致命傷を負って数日後に絶命してしまう。それを機に少年少女を信じてみる気になるも、再び不信に陥り、サキに接するうちに再度信じる気持ちが甦る。学生たちはお互いさえ実態を知らないことが増えているため、沼自身も担当するクラスさえ全員が何を考えているか分からないが、2 - 3人かせめて5人くらいなら"良い教師"になれる自信があると「無法の街」でサキの回想の中で語ったことが明かされた。
『超少女明日香 学校編』（やはり和田の作品）で、妻の由梨（旧姓「渡辺」）とムウ＝ミサも共演した。かつて村が沈められ荒んでいたころの明日香を拾い、中学生の教養と家事を伝授した。
野分 三平（のわき さんぺい）
声 - 鈴木清信（イメージアルバム）竹村拓（OVA）
鷹ノ羽学園の男子生徒で家は会社経営。学園に復帰したサキにある事件がきっかけで惚れ込み、つき合ってくれるよう懇願するが「長髪の男は嫌いだ」と一蹴され、決意して丸坊主になる。このことでサキも三平のことを親しく思うようになり、以後、助手として行動を共にするようになる。釣竿をツールとして使うが目的はスカートめくりで「釣りキチ三平」と揶揄されるなど、一見軟派で軽いように見受けられるが芯は非常に強い。サキの過去や言動を傍で見るうちに彼女を真剣に愛するようになるが、拒まれ一時は自暴自棄になる。
自身に想いを寄せる美幸をサキの妹としか認識できずに彼女の想いにも気づかず、見向きもされない我が身を嘆いた美幸が祖父に頼んで強引に婚約を決めてもらった際は彼女に裏切られたかのような心境だったが、自身がサキに対する想いを知ってもらうだけの存在に美幸を貶めたのだと悔い改める。サキに拒まれ傷心しつつ美幸に待ってほしいと懇願し、彼女を愛せるかもしれないと全身に力が湧き上がるのを実感した。
小座倉老と野分の新社長として戦う日々に美幸の存在が心の中で重みを増し、彼女を一人の女性として愛しく想うようになる。その決着がついた時、真に愛し合う自分たちの心を認識し、正式に婚約した。幸福な家庭を築く決意を固めるが、結婚式の夜に、変装した麗巳がウェディングドレスの試着ですり替わり美幸になりすましていることに気づかず、射殺される。
暗闇警視（くらやみけいし）
声 – 玄田哲章（イメージアルバム）、内海賢二（OVA）
警視庁の実力者で「裏の警視総監」とも称される。その筋の人間からはこの名で恐れられ、常に掛けている黒いサングラスからサキには単純に「黒メガネ」と呼ばれていた。「暗闇」は名字ではなく渾名であり、後に「倉見」という本姓が明らかになる。
警察権力が及びにくい学生社会での警察活動のため学生刑事制度を創設、その責任者となった。当初は学生刑事になることを拒むサキに、反発を予想して拒否できない条件「母ナツの死刑を減刑する」という脅迫じみた司法取引を持ちかけ、強引に学生刑事に仕立て上げるなど冷酷で策謀的な人物に映ったが、物語が進むにつれ学生刑事たちの良き理解者、保護者である面も見せている。なお、警察組織における正確な階級は不明（"暗闇警視"自体が渾名に過ぎない）。地方の警察署長が逮捕されたサキのヨーヨーに飾られている桜の代紋を見ただけでサキを無条件に釈放、事情を尋ねる部下に「極秘事項」とし、恐れながら「あのお方」と言った。
第1部のサキが死んだと思われた際、後任の話をしてサキを愛するがゆえに彼女しか不可能だと思い込んだ神に反対されたが、学生刑事の必要性と生きていてもサキとて学生でいられる時間は限られており、いずれにせよ彼女の後任は確保せねばならないと説いた。また学校内という閉鎖社会であろうとも事件の早期解決と平安を願う、正義と弱者を労わる心を滲ませていた。
麻宮 ナツ（あさみや ナツ）
サキと美幸の実母で、美幸だけを可愛がりサキには辛く当る。養子に出した美幸のことで夫と喧嘩となり、サキの眼前で夫殺害の凶行に及んで逮捕される。東京から急行列車で6時間足らずのT市の刑務所に服役していた。その彼女の命を救うためサキは学生刑事となったが、刑事になった後でも美幸だけを可愛がる愚劣さは変わらなかった。麗巳の策謀により自身が美幸を殺す結果になるが、それでもサキの方が死ねば良かったと舌をかんで自殺を図った。第2部で命を取り留めた後でもサキを苦しませて殺そうと信楽老の手下になり、碧子にヨーヨーの技を伝授する。
しかし、サキへの愛情が全くなかったわけではなかったらしく、グランドスラム作戦の時はサキにヨーヨーを渡して助けた。梁山泊での最終決戦では、自身の愛情を欲して盲目的に従順だった子供のままの精神状態と"PTSD（心的外傷後ストレス障害：Posttraumatic stress disorder）"のせいで相対すれば赤児のように何もできなかったサキが、心臓にショックを与えて麻痺させることで攻撃をとどめたとはいえ立ち向かってきたことと、それでも自身を母として愛し謝意をのべたことにショックを受ける。信楽老に殺されかけたサキを庇い、咄嗟に体が動いたとはいえ思いもよらない自身の行動に驚愕する。石ころのように見下してきたことを悔い改め、最後の最後に否定し続けたサキに対する愛情の存在を自覚して"サキ、あたしの娘"と微笑み息絶えた。
自身が死刑囚から無期懲役になり大人しくしていれば出所が叶い青空の下を大手を振って歩くことも夢ではなかったが、見下し蔑んでいたサキが学生刑事として命を賭けて戦い続けたお陰だと知らずに逝った。麗巳に騙されたとはいえ、サキを躊躇なく殺そうとしたことに激昂した神が暴露しようとしたが、それでも母を慕うサキにやめてと懇願され言わずに彼女を病院に運んだため、梁山泊でそんなサキを庇って絶命し遂に裏の事情を知ることはなかった。
海槌 麗巳（みづち れみ）
声 - 高島雅羅（イメージアルバム）、勝生真沙子（OVA）
麻宮サキの最大のライバルであり『友』。鷹ノ羽学園を牛耳る海槌3姉妹の長女であり、普段は温厚な口調で縦ロールを加えたロングヘアのお嬢様そのものの風態で下級生（主に女生徒）から慕われる優等生然とした物腰を見せている。原作および「Re:スケバン刑事」では初登場時に高校3年生であり、それから間も無く卒業している。大学などに進学していたかは不明だが父からは近く鷹ノ羽学園を任せると言われていた。しかし、その本性は冷酷極まりなく悪事そのものに魅せられ絶対のものとして信奉しており知力だけではなく体術や銃器、毒蛇の扱いにも優れている。少女ながら水面下でマフィア系の医師など海外のアングラ系勢力とも既に人脈を築いており彼らからも高い評価を受けていた。当初は父・剛三の指示によって鷹ノ羽学園の支配を促進するように動き、末妹の詠巳が絵で名声を得るために美術教師を脅迫して彼女のライバルであった唯名純子を孤立させて死に追いやり、学園内での反対勢力粛清のため「G（ジェノサイド）計画」を企図、実行した。しかし、その後は自ら一連の事件の黒幕となって行動する。妹たちや剛三さえも手駒として利用したあげく、用済みとなった時点で容赦なく抹殺した。一方で周囲に依存することはなく、己が認めた好敵手であるサキに対しては精神的に追い詰めることはあれど1対1の勝負に臨むこともあり、その目的にまっすぐな姿勢もありサキとは命をかけた敵同士でありながらある種の友情のようなものをお互い抱いていく。
一旦、サキに逮捕されあまりの凶悪さに未成年ながら実名報道される。その後地獄城に送られるが、そこでも隠然たる権力を行使して君臨した。地獄城脱走後はサキの妹・美幸の顔に整形し三平を殺害するなどしてサキを追い込むが、貨物船エノラゲイ号の船上決戦にて死闘にのめり込み、足取りを消すために船倉に積んだ爆薬がサキが決着をつけるべくぶつけたモーターボートの爆発により引火し、その爆発で吹き飛ばされて死亡し五体がバラバラになって海に四散するという非業の死を遂げた。サキが生きていたことで沼の脳裏に黒い不安を呼び、麗巳も生きているかもしれない可能性が浮上したものの"恨みのこもった形相の麗巳の生首が彼方の海に飛ばされた"とのサキの証言で確かに麗巳は死んだことが語られた。サキを苦しめ血反吐を吐かせた挙げ句に殺すつもりだったが、自身の張り巡らせた罠を切り抜けてほしいと願っていた自身の素直な心にショックを受け、凄まじい葛藤に苦しみ抜いた。
なお同性愛者であったようで、取り巻きの中心が女子生徒、サキを罠にはめるため美幸に変装し一時同居した際にサキに対して愛着を覚える、親友である鳴海碧子から同性愛的な愛着を受けるといったエピソードがある。妹・亜悠巳から「レズ」と言われたこともある。
「Re:スケバン刑事」では幼少期の回想が追加されており、子供ながら本性は当時からのものだった。剛三が最高の悪であると見做して自身をただの子供としか扱わない周囲の大人を内心で見下していた。また剛三と詠巳を殺害する方法が「逮捕されてタクシーに乗せられた2人を爆弾で焼き殺す」とより苛烈な方法となっている。2人を殺害した後、彼女の本質を見抜いたサキと対峙したことには喜びすら抱いていた。
岩田 慎二（いわた しんじ）
神の友人。少女マンガを描く漫画家。作者の分身（姓は自身の本名「岩本（良文）」の岩と「和田」の合成）。愛称「岩田（ガン）さん」。別冊マーガレットが開催する「別マまんがスクール」で学び、初登場の時点で白泉社「花とゆめ」編集部で仕事をしていて〆切破りの常習者だった。サキと初めて会ったのはいつか明言されていないが、うばすてやまなどの棄老伝説に絡む大量失踪事件と廃村に取り残された老婆キヨの悲劇を描いた「緑の消失点」が本作品における唯一の登場だが、それ以前に面識があったという設定である。これが最初で最後であり、再登場は皆無だった。神曰く「知識はあってもネジの緩んだ発想しか出来ない男」だが、そういう人間でないと捜査の手掛かりにはならないとして神やスガちゃん（谷村スガ）がおぞましい予感に襲われ逃げ腰になりながらも頼りにしている存在。
神恭一郎のデビュー作『愛と死の砂時計』で冤罪により死刑直前まで追い込まれた教師・保本登のアリバイを証明できる自殺未遂の紫の服と香りのするペンダントをした少女の似顔絵を描いた。『左の眼の悪霊』で、日本人の黒い右眼（厳密には濃いダークブラウン）と青い左眼というヘテロクロミアの16歳の少女・樹ノ宮ケイが織永家の次期当主候補に選ばれた際、治外法権の「つぐみ館」に同行した鑑別所時代からの同い年の親友・名張潤子（なばり じゅんこ）という婚約者の存在が明らかになる。彼女を女性として扱ったことがその心を射止めたポイントだった。潤子曰く「女扱いされたのは初めてで、それ以来気になっちゃって」とのこと。自身も後編より登場した。
『スケバン刑事』含む神の生存中の全作品で彼に絡んでおり、神すらも完全な脇役だった「5枚目の女王」では神の助手を務めている。また、後の作品で僧侶・樹真と協力して少年を救おうとする『牡丹燈籠』をモチーフにした事件、神と美尾の死後は「怪盗アマリリス」椎崎奈々をサポートするスガちゃん（谷村スガ）と再会することになる『怪盗アマリリス』で登場する。『神恭一郎白書』でスガちゃん似の少女に神の過去を許される範囲で語って聞かせた。『スケバン刑事』以前の〈エコと兄貴さま〉シリーズでは、エコの母・中山千里が後に幼馴染の男性・本多高雄と再婚することで「本多映子」となる主人公「エコ」中山映子に「兄貴様」と呼ばれており、沼重三の過去編でもある『大逃亡』のラスト近くにカメオ出演し、万里亜が決死の覚悟で元カレと叔母一家に捕らわれた律子救出に赴く様をエコに問われて「天使の戦士（エンジェル・ソルジャー）」みたいだと評した。読み切り長篇『オレンジは血のにおい』にもモブで登場し、神に「久しぶり。砂時計事件以来だね」と声をかけている。
藤野（ふじの）
藤野病院の院長。全編を通して何かとサキが世話になっており、本作品終了後は『怪盗アマリリス』に登場した。
ムウ＝ミサ
トレードマークは額の三日月傷。その正体は、内閣調査室の特務員。3年をかけて信楽老の悪事を暴くべく潜入しているが、サキに出会って"宿命"だと夢想した挙げ句、神を抹殺し彼女を手に入れようとした。しかし、2人の絆を断ちサキを我が物にしようとするも彼らの絆の前に敗北した。愛を捨て復讐に走るかのような神の行動によりサキが傷ついていたこともあり、彼女を支えて頼もしいパートナーになるその一方で、ライバルの抹殺により愛する女が手に入ると錯覚した身勝手さも顕著だった。TV局に乗り込むサキと別れる間際、自身の過ちと最初から薄々は見えていた敗北を漸く受け入れることができた。信楽老の私兵捕縛と自身の救出にやって来た攻撃隊と共に、脱出するも絶命したサキを弔った。サキと神の死後、内閣調査室を辞し神の探偵事務所を引き継いだ。
後に『深海魚は眠らない』で相沢江梨子と愛し合うも彼女が復讐劇の犯人であることと心臓を蝕む別名"クロイドの壺"と呼ばれる奇病「進行性心膜不全症」による死で悲恋に終わった。また『怪盗アマリリス』の「番外編・アルカディア作戦」にも登場した際、ある事件で知り合った12歳の少女と同居しており、難病を患う彼女の手術費用を得るべくアルカディア作戦に快く参加した。

### 神私立探偵事務所
海堂 美尾（かいどう みお）
神恭一郎私立探偵事務所の秘書。恭一郎の親友・西園寺京吾が謀殺した海洋学者の娘で、復讐のために秘書として潜入し水面下で火花を散らし合うが、次第に愛し合うようになり、致命的な証拠を警察に提供して会社の息の根を止めた矢先、潜水艇の沈没事故で京吾を失う。その後、彼の遺言で受け継いだ財産目当ての男たちに囲まれ不快な日々を過ごしていたが、最後に食事をした際に"その後"のことを頼まれた神にスカウトされる。『バラの追跡』で京吾との愛と戦いを経て潜入捜査や武器の訓練なども理解しており、事務手続きから非合法に近い捜査まで仕事上の良きパートナーとして恭一郎を厚く助けた。
第2部で、学生刑事機構のリークに関わった鳴海碧子の調査のために鳴海家のお手伝いさんとして潜入していたが、報告のための電話を盗聴されていることに気づかず、碧子の手にかかり死亡する。死に際、神に"サキさんを幸せにしてあげて"と言い残した。
スガちゃん
本名は「谷村 スガ」。14歳。同じく神恭一郎私立探偵事務所の秘書。ある事件で神に惚れ込み住み着く。神の長髪のブラッシングは彼女が担当。神とサキの死後、事務所を離れ『怪盗アマリリス』で椎崎家のお手伝い兼サポーターとして活躍し、映画撮影の件で数年ぶりに岩田慎二と再会した。

### 新学生刑事
吉村 美鈴（よしむら みすず）
黒メガネ（暗闇警視）が新たに選抜・任命した4名の学生刑事のNo.2。紅椿奪回編で衝突するが、事件を解決するのは勿論関係者を守り救うことしか頭にないサキに惹かれて最初に友人となる。信楽老との最終決戦で、サキと共に梁山泊に乗り込んだ。
ツグミ
本名は「小塚 左智子（こづか さちこ）」。新学生刑事のNo.3。変装の名人で素顔は可憐な美少女だが、普段は三白眼と出っ歯の不細工を装っており、仲間と認めた者の前だけしか素顔を見せない。梁山泊（第七高等少年院）での多聞寺忍救出でサキを認め、No.4の聖子と共にサキと友好を結ぶ。実は、伊賀上野の出身で青狼会の会長である埴輪一彦とはお互いに片想いだと思い込んでいたが、相手の想いに気づかないだけの相思相愛だった。
風舞 聖子（かざまい せいこ）
新学生刑事のNo.4。T大教育学部の2年で、特に事件で衝突することなく美鈴やツグミの影響もあり彼女たちに誘われる形でサキと友人になる。
No.1
新学生刑事の中で唯一の男性。4人の中で一番サキに対する敵愾心と憎悪が強く、遂に和解することはなかった。サキに対する憎悪が強すぎたことと潜入先の信楽老の下が居心地良かったため、警察も正義も捨て悪に魂を売ってしまう。信楽老を糾弾すべくテレビ局に乗り込んできたサキに盾にされるが、信楽老の命令で射殺された。
シルエットだけだった他の学生刑事との会話のシーンでは、姫カットのロン毛で詰襟の学ランを纏っており、サキと最初で最後の邂逅ではショートヘアだった。

### 第1部
第二高等少年院院長
サディストで刑期が過ぎてもあれこれと口実を作って院生の出所させず、苦しめている。男装の麗人に弱い「変態レズ」。
カオル
サキと同じ16号房。元は劇団で男役（タチ）をやっていたため、最初の脱走で脱走のためのジャンプ台代わりのネットを隠す花壇を作ることを院長に承諾させるべく、サキに男装して院長を誑かす役割を強制される。そのため、ついでに刑期を延ばされてしまい、アグラやチイが出た後も少年院に留められていた。その後、出所できたかは不明。
アグラ
本名は「綾倉 五子（あやくら いつこ）」。南九州番長連合の総長。サキとは地獄城（第二高等少年院）からの友人で、第1部の「緑の消失点」で再会し、麗巳との最終決戦にも登場した。第2部では第七高等少年院『梁山泊』で再会。その後南九州番町連合の総長として中央連合と同盟を結ぶ。グランド＝スラム作戦阻止の直前で1度は学生刑事という正体に激昂して事情を知ろうともせず仲間と共にサキをリンチに遭わせるが、時間が経つにつれサキが何者であれ命を賭けて自分たちを救ってくれたことに違いはないと気づき、作戦阻止に協力する。あまりの逞しさに女性であることを疑問視する声が多々ある。
チイ
本名は「美汐 千江（みしお ちえ）」。女子房全員で希望を求めてサキの脱走に協力した後、出所して「緑の消失点」でアグラと共にサキと再会した。蝶を仲間と共に追いかけ回す日々で新種の蝶を発見し、学名に自身の名が付けられたことで自信を深めてゆく。
伊藤 鈴華（いとう すずか）
私立姫ヶ窪の高等部3年。通称「リボンの君」。
サキが母の死刑取り消しのために請け負った1億円強奪事件の犯人グループの一員。クラス全員で恩師を自殺に追い込んだ悪徳理事長への復讐に駆られて行ったが、自立の準備期間である学生生活を"脛に傷持つ者同士"がお互いに監視し合うのを"友情"にすり替え無駄にしてしまった。社会に出るか進学するかの二者択一でも自分たちを庇ってくれる相手を探すつもりの日々に、犯罪に手を染めた報いを受けることになる。
唯名 純子（ゆいな じゅんこ）
声 - 内山奈緒美（OVA）
サキが妹のように可愛がった後輩。貧しい家に育ち内気な性格で普段は対人恐怖症気味だが、絵のことになると芯の強い一面を見せる。母子家庭だが、死別した父は才覚がありながら日の当たらなかった画家であった。その才能を見出した鷹ノ羽学園の美術教師により特待生として入学。しかし海槌3姉妹の、特に画才の乏しい詠巳の嫉妬による暗躍によって美術教師が麗巳の脅迫で彼女の支援を断念せざるを得なくなり、三姉妹の手の者により利き手を潰され母も殺され描きためていた自身と父の絵も詠巳の模写材料として奪われた。その海槌3姉妹の陰謀を偶然聞いてしまい逃亡していたが、その最中金銭にも困窮し世話になったサキにも恩返しができなくなって追い詰められ、通りすがりの男性に体を売って金銭を得、その金でサキへの贈り物として銀の鈴を購入して持っていた。自身の絵を模写した作品が美術展に出品されているのを見てショックを受けるも誰にも自身の作品と信じてもらえぬ絶望の中、口封じのために亜悠巳の毒蛇によって殺された。鈴はサキの手に渡ることになる。原作では転入生として登場するが、「Re:スケバン刑事」では元から学園にいたような描写となっている。
海槌 亜悠巳（みづち あゆみ）
声 - 高乃麗（OVA）
海槌三姉妹の次女。男勝りで不良男子生徒を取り巻きとしている。金銭に執着が強く、自らが企画した賭けバイクレースに参加。不利になると胸元から蛇を放ち、事故を誘発させるなど、賭け金獲得のためには手段を選ばない。稼いだ金は彼女だけが知る秘密部屋の金庫に隠してある。またG計画で生徒達が裕福な家庭からの裏口同然の入学者が増えたのちは配下の不良に命じて彼らから金を恐喝していた。姉妹内では同志として協力しているが、麗巳に対しては底知れなさを感じており信頼はしていない。サキとの決戦で麗巳から受け取ったショットガンでサキを撃とうとするが、このショットガンは麗巳によって爆発するよう細工がほどこされており、その暴発によって死亡した。金銭欲の強さと肉親に対する甘い感情が煙幕となり何かを企んでいると疑念を抱きつつ麗巳から渡された散弾銃を信じてしまったが、家族の中で唯一、麗巳の正体を漠然とながらも察していた。また父を脅迫してさらに金を得るためにG計画の証拠を保管していた。
海槌 詠巳（みづち えみ）
声 - 島津冴子（OVA）
海槌3姉妹の三女。画家志向で名誉欲が強い。一年生の不良女子生徒を取り巻きとしている。三姉妹の中では甘えたところがあり、悪事もすぐに姉達に助けを依頼しようとする。目的のために犯罪行為も厭わぬ海槌家らしい悪人ではあるが計画性に欠け、目先のことしか考えておらず長姉の麗巳の本質も全く気づいていない。画家としての技術はあるがオリジナリティはなく、亜悠巳からは「あんたにあるのは模倣の才能だけ」と貶されて激昂したが、その指摘は的を射ていた。同じ美術部に所属していた唯名純子の才能を妬み、その絵を奪って模倣することで美術展で大賞を取る。しかし、一緒に出展した絵が実は純子の父の作品だったことに気づかず、描かれていた風景の時代考証の矛盾をサキに衝かれて悪事が露見。失意のうちに逮捕連行されようとするところを剛三もろとも麗巳に用済みとして狙撃され、虫の息だった。搬送先の病院で死亡したと思われるが、明確な死の描写は無かった。
「Re:スケバン刑事」では逮捕後剛三と共にパトカーに乗せられて連行される最中、麗巳に爆弾を仕掛けられて火に焼かれ辛うじて救出されたものの既に虫の息だった。こちらもその後死亡したとみられる。
海槌 剛三（みづち ごうぞう）
声 - 西村知道（OVA）
海槌3姉妹の父親で政治家。名門大学と太いパイプがある鷹ノ羽学園を支配することで良家の子女を集め、そこから口利きの謝礼として得られる裏金を得るべく画策する。目的のためには手段を選ばない野心家で、地元の警察署長や新聞の編集長をも買収、手懐けた上で「G計画」を実行した。詠巳の美術展の大賞授賞式で、詠巳と同様にその悪事の数々を秘密裏に捜査していた暗闇警視に逮捕されるが、麗巳に用済みになったとして射殺された。亜悠巳と詠巳から麗巳よりも悪党だと思われていたが、現実には麗巳が一家を操っていたことが判明した。
「Re:スケバン刑事」ではサキに手錠をかけられたのち連行される途上のパトカーで麗巳が仕掛けた爆弾の攻撃に遭い、全身火だるまになりながら実娘の仕業とも気がつかないまま悲鳴をあげつつ死んでいった。
小座倉 美幸（おざくら みゆき）
サキの実妹。幼いころに資産家である小座倉家に引き取られるが、成長し、三平の見合い相手として登場する。何不自由なく暮らし養父母や小座倉老に可愛がられ幸福ではあるが、母や姉サキとの貧しくともやはり幸福な日々を宝としているため、2人から引き離されたことを嘆いてもいた。しかも自身の恋焦がれる三平がサキに恋慕し、それゆえに自身の想いを気づいてさえ貰えないことに傷ついており、三平の心を掴んで離さないサキに嫉妬した。しかし、お互いに相手を羨むなどの基準が異なることに気づいて和解した。
三平と結婚する直前にウェディング・ドレスの試着の際に麗巳により拉致され、さらには麗巳の顔に整形され喉も潰されてしまう。しかも麗巳を美幸の仇として狙った小座倉老を殺したナツに射殺されるが、今わの際に整形手術によって変装させられたにもかかわらず、サキだけが自身を美幸だと気づいてくれたと喜びながら息絶えた。
用務員
パイロット版である『校舎は燃えているか!?』で登場した。サキの母ナツとは昔馴染であり、赤ちゃんだったころのサキのおしめを替えたこともあるため、サキは頭が上がらない。そのため、ぶつかってもやかんでサキの頭を殴ったりと逆の光景を想像した周囲の度肝を抜く。しかし、連載化により物語自体の設定が変更されており、本編では「3匹の蛇編」が初登場となる。しかし、「愛のかたち」で沼が殺人容疑をかけられた事件で、彼と被害者の男子生徒が言い争う姿を目撃した役だったので「ひさしぶりに出たら、こんな役かい」とぼやいていた。『愛と死の砂時計』で真犯人を強請って撲殺された用務員に瓜二つだが、完全に別人である。
男子生徒
「愛のかたち」で殺害された鷹ノ羽高校の生徒。不純異性交遊も噂され補導歴も多い問題児。ロープ状のもので絞殺された。実は「荒信会」のヤクザに校内に麻薬をバラまくよう脅迫されていたが、沼の説得で自首を決意した矢先に殺されたのだった。
飯田 律子（いいだ りつこ）
K町の資産家・飯田正の妻。幼い娘・万里亜の母親。旧姓は「早瀬（はやせ）」。『大逃亡』で主人公・江木万里亜を慕った少女が成長した姿で、亡くなる間際の万里亜に女の子が生まれたら名前を付けさせてほしいと願った。沼が殺人容疑をかけられた事件で、万里亜の恋人だったティム神父にタルボット神父が危篤であることを伝えた際、沼を追ってきたサキに出会って彼が孤児院でもある教会の近くの花畑にある万里亜の墓にいることを教えた。
山崎
学生刑事であるサキ専用のヨーヨーを製造した開発部の製作担当者。麗巳の一味に拉致され、銃を突きつけられながら無理矢理に同じヨーヨーを作らされてしまう。その後の消息は不明。

### 第2部
ゴルド＝小松崎（ゴルド こまつざき）
本名は「小松崎 五郎（こまつざき ごろう）」。妻と娘のナツキを油田事故で失ったため、東京湾での死闘で一命を取り留めながらも記憶を失ったサキに娘の人格を植え付け"ナツキ"として傍に置き慈しんだ。記憶が蘇り日本で再び学生刑事としての戦いの日々に戻ったサキを案じ続け、衛星通信でアグラたちに連絡を取り彼らを纏め上げてサキを援護した。その事実を知ったサキから"ありがとう、父さん"と謝意を告げられたことに嬉し涙を流した。
鉄道・貿易会社・プロ野球チームなどなどを持ち、様々な会社のオーナーでもある。またベガスでカジノを経営し、紳士録と三面記事の双方に顔を出すモンスターとして有名でサキの生存を信じて彼女を捜しに来た神と沼を驚愕させた。
Missワタナベ
本名は「渡辺 由梨（わたなべ ゆり）」。精神科医としてゴルドに仕えていたが、サキの炎の記憶に関連しての危険を悟り、来日してサキの件が解決してからも日本に留まる。鷹ノ羽校に出来の悪い弟の大吾がおり、いつしか愛し合うようになった沼との仲を反対されてしまう。お互いに別離を決意し、弟と共にアメリカに戻るも紆余曲折の末に沼と結婚、最終話で夫婦として登場した。
渡辺 大吾（わたなべ だいご）
Missワタナベの弟。自身の出来の悪さを棚の上に放り投げ、姉と沼との仲を引き裂こうと悪態をつく。反対に従い沼と別れて一緒にアメリカに戻るという姉に最初のうちは安堵するが、次第に自身の間違いを本能的に悟り後ろめたさが募ってゆく。大吾に対して「日本では良さが発揮できない、大陸的な性格」と評し渡米を勧めたことや、大吾に刃を向けた不良に教師として立ち向かい説得した沼の姿に感銘を受け、最終的には姉と沼との結婚を何とか承知したらしい。
おケイ
第2部の「新たなる戦い」で登場したサキのクラスメイト。やはりツッパリでサキを姉さんと呼ぶ。作中で、何人か登場しているパイロット版『校舎は燃えているか!?』の連続爆破事件の首謀者である「お町」に似たキャラの一人である。
鳴海（信楽） 碧子（なるみ（しがらき） みどりこ）
信楽老の孫娘で世界的な悪の組織「猫」の首領。麗巳の親友で麗巳の悪の才能にほれ込み仲間にしようとするが、麗巳はサキとの闘いを選んだため、サキを逆恨みする。伊賀に現れたニセのサキは碧子の変装で、ヨーヨーの扱いはナツから伝授された。信楽老とともに「グランド・スラム作戦」を遂行するが、実は日本を支配しようとする信楽老の都合の良い傀儡に過ぎなかった。麗巳に勝るとも劣らない悪の価値観の持ち主だが、サキや麗巳のように逆境に置かれた際組織（他人）に頼らず一人で闘ってきたことがないという欠点があり、その結果組織に裏切られ続け、最終決戦の際にその欠点を神に指摘される。麗巳が求めていたもの～正義でも悪でも、組織に頼らず一対一で対等に戦う魂～を理解し、神と共に一人で梁山泊のシステムを破壊し信楽老を打倒直前まで追い込んだが、ヨーヨーの師であるナツに妨害され倒される。最期は「一人で闘ったことで、あの世で麗巳は喜んでくれるだろうか」と麗巳の友人であるサキに微笑みかけ息絶えた。
両親と姉を神に敵討ちで殺されてから、祖父の信楽老の下にあずけられたと思われる（姉の聖良よりかなり年下）
埴輪 一彦（はにわ かずひこ）
青狼会の会長で学生たちから絶大な人気を誇る。碧子を射止めて自分の権力をさらに拡大しようと「グランド・スラム作戦」に加担するが、実は本心は伊賀で唯一自分をかばってくれたツグミのことが好きで相思相愛だった。のちに碧子にそれを知られ、ツグミか碧子かの選択の末に自分の手でツグミを手にかけてしまう。基本的には碧子ほどの悪の技量はなくのちに青狼会を碧子に乗っ取られ、最期はグランド・スラム作戦の真実を知るものの信楽老に口封じとして射殺される。
信楽老（しがらきろう）
死と復活の軌跡を記す妖怪。一応は人間だと思われるが、幕末から老人の姿のまま200年以上を生き続け、写真が見つかっただけでもこれだけの人間離れした年数を生きており、記録に留めない時間を足すとどうなるかは想像できない。数多の作品に黒幕として登場しており、『怪盗アマリリス』の特別編「アルカディア作戦」にも奈々やミサらの敵として対峙した。見た目は枯れた老人だが、剣術の達人で身体能力は非常に高く、サキと互角以上に戦う。
鳴海 大造（なるみ だいぞう）
碧子と聖良の父親（信楽老の親族とも思われる）神の一家を滅ぼし神を窮地においやり神に復讐される、死の寸前に神に実は娘の聖良（碧子の姉で神の恋人）が企てたことと告白する。
鳴海 聖良（なるみ せいら）
神の学生時代の恋人で、碧子の姉。おとなしく優しい女性だが、麻薬を打たれると悪に変身して、父の大造に悪の助言をする。最後は神に射殺される。
眠りの竜（ねむりのりゅう）
伊賀を統括する総番長。一彦により伊賀を攻められたときにサキに助けを求め、サキにそれ以来信頼を寄せるようになる。
お町（おまち）
眠りの竜の側近で伊賀のスケバンを束ねる。サキにほれ込み協力する。
石松（いしまつ）
眠りの竜の側近。奈保子という妹がおり、彼女をニセのサキ（碧子の変装）に殺されたと思い込み、本物のサキの命を狙おうとする。後に奈保子が存命していたことを知り、サキにその時の借りを返すためにグランド・スラム作戦の阻止に参加する。
八雲（やくも）
信楽老の第二秘書グループの一員。直に信楽老の命令を受ける第一秘書グループの下請けのような存在であり、直接の上司である第一秘書グループの柴山にこき使われ、自身の功績を柴山の手柄にすり替えられる日々だった。信楽老に接近して陰謀を暴こうとするムウ＝ミサに取引を強いられるが、柴山が信楽産業を利用して裏利益を得ているファイルを信楽老に提出したことで第一秘書グループに格上げとなる。
本作品以前の『超少女明日香』第1作目で芙蓉夫人のスパイとして登場するも本作品と同様に名字のみで、『怪盗アマリリス』で柴山のような高慢な女性アンナ=島村に追い落とされて一旦は失脚しながらも逆転して彼女を追い落とし復帰したマナベプロの新社長・八雲翔、『傀儡師リン』では卓越した人形師・芹川明人より劣る現実を受け入れられない女性人形師・阿妻美保の弟・阿妻八雲として暗躍する。

## 用語
地獄城
正式名称は「第二高等少年院」で、サキが黒メガネ（暗闇警視）と出会った場所。刑期を終了しても難癖つけて引き延ばされ出所できずにいる院生たちの悲哀と怨念が渦巻いており、好悪の差を乗り越えてサキの脱走に希望が託されるほどだった。
学生刑事機構
サキら学生を学生刑事に任命し、閉鎖社会である学校内部の事件を捜査するシステム。
梁山泊
サキが「中央連合」のトップである多聞寺忍を救出すべく潜入した牢獄で、正式名称は「第七高等少年院」。公式に知られている施設の所在地と、現実にサキが戦った場所とが食い違っている。前者はごく普通の矯正施設とされ、運営報告などもあげられているが、後者は「何もない場所」であり、一年中雲に覆われた場所ということでジミーの友人が該当地点の衛星画像をジミーに送りつけたり、また美鈴の郷里でも不気味な場所として語り継がれたりするなど、謎に包まれている。

## 書誌情報

### 単行本
- 和田慎二 『スケバン刑事』 白泉社〈花とゆめコミックス〉、全22巻
  1. 1976年4月20日初版発行、ISBN 4-592-11131-1
  2. 1976年6月20日初版発行、ISBN 4-592-11132-X
  3. 1976年10月20日初版発行、ISBN 4-592-11133-8
  4. 1977年3月20日初版発行、ISBN 4-592-11134-6
  5. 1977年7月20日初版発行、ISBN 4-592-11135-4
  6. 1977年9月20日初版発行、ISBN 4-592-11136-2
  7. 1977年12月20日初版発行、ISBN 4-592-11137-0
  8. 1978年5月20日初版発行、ISBN 4-592-11138-9
  9. 1979年6月20日初版発行、ISBN 4-592-11139-7
  10. 1979年11月20日初版発行、ISBN 4-592-11140-0
  11. 1980年4月20日初版発行、ISBN 4-592-11141-9
  12. 1980年6月25日初版発行、ISBN 4-592-11142-7
  13. 1980年10月25日初版発行、ISBN 4-592-11143-5
  14. 1981年1月25日初版発行、ISBN 4-592-11144-3
  15. 1981年4月25日初版発行、ISBN 4-592-11145-1
  16. 1981年8月25日初版発行、ISBN 4-592-11146-X
  17. 1981年11月25日初版発行、ISBN 4-592-11147-8
  18. 1982年2月25日初版発行、ISBN 4-592-11148-6
  19. 1982年6月25日初版発行、ISBN 4-592-11149-4
  20. 1982年9月25日初版発行、ISBN 4-592-11150-8
  21. 1982年12月22日初版発行、ISBN 4-592-11151-6
  22. 1983年4月25日初版発行、ISBN 4-592-11152-4
- 和田慎二 『スケバン刑事if』 メディアファクトリー〈MFコミックス〉、2004年6月30日初版第1刷発行（6月23日発売[10]）、ISBN 4-8401-0954-0
- 和田慎二（原作） ・ 室長サオリ（作画） 『時をかけるスケバン刑事』 秋田書店〈プリンセスコミックス〉、既刊3巻（2023年3月16日現在）
  1. 2022年4月14日発売[11][12]、ISBN 978-4-253-27596-5
  2. 2022年4月14日発売[11][13]、ISBN 978-4-253-27597-2
  3. 2023年3月16日発売[14]、ISBN 978-4-253-27598-9
- 和田慎二（原作） ・ 福井あしび（作画） 『Re:スケバン刑事』 秋田書店〈プリンセスコミックス〉、既刊4巻（2023年3月16日現在）
  1. 2022年4月14日発売[15][16]、ISBN 978-4-253-27586-6
  2. 2022年9月14日発売[17]、ISBN 978-4-253-27587-3
  3. 2022年11月16日発売[18]、ISBN 978-4-253-27588-0
  4. 2023年3月16日発売[19]、ISBN 978-4-253-27589-7
- 和田慎二（原作） ・ 細川真義（作画） ・ 猪原賽（脚本） 『スケバン刑事Pretend』 秋田書店〈プリンセスコミックス〉、既刊3巻（2023年3月16日現在）
  1. 2022年4月14日発売[20][21]、ISBN 978-4-253-27606-1
  2. 2022年9月14日発売[22]、ISBN 978-4-253-27607-8
  3. 2023年3月16日発売[23]、ISBN 978-4-253-27608-5

### スペシャル版（愛蔵版）
- 和田慎二 『スペシャル版 スケバン刑事』 白泉社〈ジェッツコミックス〉、全6巻
  1. 1987年3月3日第1刷発行、ISBN 4-592-13751-5
  2. 1987年3月3日第1刷発行、ISBN 4-592-13752-3
  3. 1987年3月31日第1刷発行、ISBN 4-592-13753-1
  4. 1987年3月31日第1刷発行、ISBN 4-592-13754-X
  5. 1987年4月29日第1刷発行、ISBN 4-592-13755-8
  6. 1987年4月29日第1刷発行、ISBN 4-592-13756-6

### 文庫版
- 和田慎二 『スペシャル版 スケバン刑事』 白泉社〈白泉社文庫〉、全12巻
  1. 1995年3月22日初版発行、ISBN 4-592-88121-4
  2. 1995年3月22日初版発行、ISBN 4-592-88122-2
  3. 1995年3月22日初版発行、ISBN 4-592-88123-0
  4. 1995年3月22日初版発行、ISBN 4-592-88124-9
  5. 1995年3月22日初版発行、ISBN 4-592-88125-7
  6. 1995年3月22日初版発行、ISBN 4-592-88126-5
  7. 1995年6月21日初版発行、ISBN 4-592-88127-3
  8. 1995年6月21日初版発行、ISBN 4-592-88128-1
  9. 1995年6月21日初版発行、ISBN 4-592-88129-X
  10. 1995年6月21日初版発行、ISBN 4-592-88130-3
  11. 1995年6月21日初版発行、ISBN 4-592-88131-1
  12. 1995年6月21日初版発行、ISBN 4-592-88132-X

### 完全版
- 和田慎二 『スケバン刑事』 メディアファクトリー〈MFコミックス〉、全12巻
  1. 2004年8月23日発売[24]、ISBN 4-8401-0967-2
  2. 2004年9月22日発売[25]、ISBN 4-8401-0973-7
  3. 2004年10月23日発売[26]、ISBN 4-8401-0982-6
  4. 2004年11月22日発売[27]、ISBN 4-8401-0987-7
  5. 2004年12月22日発売[28]、ISBN 4-8401-0988-5
  6. 2005年1月22日発売[29]、ISBN 4-8401-0992-3
  7. 2005年2月23日発売[30]、ISBN 4-8401-0996-6
  8. 2005年3月23日発売[31]、ISBN 4-8401-1303-3
  9. 2005年4月23日発売[32]、ISBN 4-8401-1306-8
  10. 2005年5月23日発売[33]、ISBN 4-8401-1309-2
  11. 2005年6月23日発売[34]、ISBN 4-8401-1312-2
  12. 2005年7月23日発売[35]、ISBN 4-8401-1315-7

### 新装版
- 和田慎二 『新装版 スケバン刑事』 秋田書店〈プリンセスコミックス〉、全12巻
  1. 2022年4月14日発売[36]、ISBN 978-4-253-27571-2
  2. 2022年4月14日発売[37]、ISBN 978-4-253-27572-9
  3. 2022年5月16日発売[38]、ISBN 978-4-253-27573-6
  4. 2022年5月16日発売[39]、ISBN 978-4-253-27574-3
  5. 2022年6月16日発売[40]、ISBN 978-4-253-27575-0
  6. 2022年6月16日発売[41]、ISBN 978-4-253-27576-7
  7. 2022年7月14日発売[42]、ISBN 978-4-253-27577-4
  8. 2022年7月14日発売[43]、ISBN 978-4-253-27578-1
  9. 2022年8月16日発売[44]、ISBN 978-4-253-27579-8
  10. 2022年8月16日発売[45]、ISBN 978-4-253-27580-4
  11. 2022年9月14日発売[46]、ISBN 978-4-253-27581-1
  12. 2022年9月14日発売[47]、ISBN 978-4-253-27582-8
- 和田慎二 『新装版 スケバン刑事if』 秋田書店〈プリンセスコミックス〉、2022年10月14日発売[48]、ISBN 978-4-253-27583-5

## 実写化作品
漫画連載終了後の1985年に斉藤由貴を主演として、東映の制作で第1作がテレビドラマ化された。後に南野陽子や浅香唯、大西結花、中村由真らが主演の続編がそれぞれ制作され、映画化もされるなど人気を呼び、彼女たちの出世作となっている。2006年には松浦亜弥主演で、再び映画化された。後継作品として『少女コマンドーIZUMI』、『花のあすか組!』、亜流作品として『セーラー服反逆同盟』がある。美術としてウルトラマンなどをデザインした成田亨が参加している。
ドラマ版全話収録のDVDも2004年から2005年5月まで発売され、累計13万セットを売上げた。
2025年6月にはドラマシリーズ3部作で主演を演じた斉藤由貴、南野陽子、浅香唯3人が丸の内TOEI・スケバン刑事フェスティバルで登壇。3人がスケバン刑事関連のイベントで揃うのは初となった。
シリーズ3作のHDリマスター版Blu-ray BOXが2025年9月24日から2026年9月9日にかけて順次発売予定。
テレビシリーズ
- 『スケバン刑事』（放映：1985年、主演：斉藤由貴）
- 『スケバン刑事II 少女鉄仮面伝説』（放映：1985年 - 1986年、主演：南野陽子）
- 『スケバン刑事III 少女忍法帖伝奇』（放映：1986年 - 1987年、主演：浅香唯、大西結花、中村由真）

映画
- 『スケバン刑事』（公開：1987年、テレビシリーズ『II』の後日談的作品）
- 『スケバン刑事 風間三姉妹の逆襲』（公開：1988年、テレビシリーズ『III』の劇場版）
- 『スケバン刑事 コードネーム=麻宮サキ』（公開：2006年、主演：松浦亜弥）

## OVA
コミックス第1巻から第3巻を原作としてOVA化され、1991年に『誕生篇』『逆襲編』の全2巻で発売された。メイキング『復習編』も発売された。2000年にDVD化された際には、両巻が1枚に収録されている。アニメ『シティーハンター』のファンだった作者の希望で、伊倉一恵と神谷明が声を担当した。
1991年には読売テレビの「アニメだいすき!」枠にて「誕生篇」が、1992年には同枠にて「逆襲編」がそれぞれテレビ放映された。
1994年には日本テレビで「最強アニメ3連戦」と銘打ち、5月3日より3日連続でアニメ作品を放送した際に『シティーハンター』の劇場版アニメ『愛と宿命のマグナム』、『ルパン三世』とともに16:00よりテレビ放映された。
スタッフ
- 監督・脚本：ひろたたけし
- アニメーション監督・ディレクター：難波日登志
- キャラクターデザイン：結城信輝
- サブキャクターデザイン・作画監督：加瀬政広
- 作監補助：工藤裕加、奥野浩之
- 絵コンテ：三條なみみ
- 演出：中村憲由
- 音楽：高生隆嗣
- 色彩設定：中山久美子
- 美術監督：土師勝弘
- 撮影監督：小澤次雄
- 音響デザイナー：福田周叶
- 音響監督：山田悦司
- 製作担当：小河原文雄
- 撮影監督：高橋明彦
- 編集：JAY FILM、松村将弘
- 音響プロデュース：オフィス・デュオ
- 制作・協力：三浦修二
- 制作：シド・リミテッド
- プロデューサー：廣瀬和好

主題歌
「絆 KIZUNA」
作詞 - ひろたたけし / 作曲・編曲 - 高生隆嗣 / 歌 - 謝花義哲
VHS
- スケバン刑事 -誕生編- （1991年4月21日発売 ポニーキャニオン） PCVX-30073
- スケバン刑事 -逆襲篇- （1991年7月21日発売 ポニーキャニオン） PCVX-30091
- スケバン刑事 -復習篇- （1991年9月25日非売品発行 ポニーキャニオン）

DVD
- スケバン刑事 （2000年2月18日発売 ポニーキャニオン） JVDD-1003

## スケバン刑事if
2004年6月、「原作第1部のサキと麗巳との出会いが違った形になっていたら」という前提でのパラレルワールドを描いた下記作品を収録し、出版された。
スケバン刑事 2nd -prelude-
『メロディ』（白泉社）1998年10月号と1999年5月号に掲載された。麻宮サキが「天宮佑希」、海槌麗巳が「氷室麗華」という名前で登場する。
スケバン刑事if
『コミックフラッパー』（メディアファクトリー）2003年3月号と同年4月号に掲載された。原作に登場した鳴海碧子と吉村美鈴が、それぞれ麗華の友人と部下として登場する。またサキの担任として沼重三が実名で、そして蘭丸という麗華（麗巳）の側近として新キャラが登場した。

## 他の作家による作品
原作者である和田慎二以外の作家による作品群。
時をかけるスケバン刑事
作画：室長サオリの作品。
『月刊プリンセス』（秋田書店）2021年2月号から2023年7月号まで連載。
現代を舞台として、空手を習っているものの気弱な女子高生・佐木巴を主人公に、ある事件に巻き込まれた巴が夜の学校に忍び込み、そこでヨーヨーを拾ったことから物語が動き出す。
Re:スケバン刑事
作画：福井あしびの作品。
『月刊プリンセス』2021年3月号から2025年8月号まで連載。連載に先立って同誌2月号にプレ新連載として5ページの漫画が掲載されている。
「原作超準拠の完全リメイク物語」と謳われており、サキが姫ヶ窪学園に潜入する場面から始まる。
スケバン刑事Pretend
作画：細川真義、脚本：猪原賽の作品。
『月刊プリンセス』2021年9月号から2024年3月号まで連載。
矢崎亜沙美を主人公とした作品。

## その他
2011年11月7日、京楽産業.からAKB48・SKE48とコラボレーションしたパチンコ機『CRびっくりぱちんこスケバン刑事』が登場した。テレビ第2シリーズをベースに独自演出を加えた形になっている。